# 沖縄市立泡瀬小学校
沖縄市立泡瀬小学校（おきなわしりつあわせしょうがっこう）は、沖縄県沖縄市泡瀬2丁目にある公立小学校。沖縄市立泡瀬幼稚園を併設している。

## 概要
- 本校は、高原小学校の過密解消のために開校した。

## 沿革
- 1982年（昭和57年）4月 - 沖縄市は、高原小学校の過密解消のための分離計画の検討を開始。
- 1989年（平成元年）3月 - 建設委員会の設置。
- 1990年（平成2年）
  - 8月2日 - 高原小学校にて、第1回新設校計画地域説明会開催。
  - 10月5日 - 沖縄市立学校通学区域等審議会に通学区域の設定についての諮問。
- 1991年（平成3年）
  - 2月25日 - 教育委員会会議において学校名を「泡瀬小学校」と決定。同日、学校用地取得完了。
  - 2月27日 - 高原小学校にて、第2回新設校建設計画地域説明会開催。
  - 3月1日 - 沖縄市議会において、沖縄市立学校設置条例の一部を改正する条例を可決。
  - 3月15日 - 敷地造成完了。
  - 5月8日 - 教育委員会会議において、沖縄市立小学校及び中学校の指定通学区域に関する規則の一部を改正する規則を可決。
  - 9月20日 - 校舎及び水泳プール建設工事着工。
- 1992年（平成4年）
  - 9月22日 - 屋内運動場建設工事着工。
  - 11月1日 - 久高将一学校長らを配置。
- 1993年（平成5年）
  - 4月5日 - 開校。開校式典挙行し、祝賀会開催。
  - 4月7日 - 第1回始業式挙行。
  - 4月8日 - 第1回入学式挙行。最初の新入生は、男子73名・ 女子63名の計136名。
  - 4月30日 - 信号機点灯式挙行。
  - 6月27日 - 第1回運動会開催。
  - 11月21日 - 第1回学芸会開催。
- 1994年（平成6年）
  - 3月23日 - 第1回卒業式挙行。最初の卒業生は、男子56名・女子56名の計112人名。卒業記念として、校歌額が贈られた。
  - 3月24日 - 第1回修了式挙行。
  - 5月21日 - 開校1周年記念式典挙行し、祝賀会開催。
  - 9月10日 - 開校記念石設置。
- 2003年（平成15年）
  - 1月12日 - 10周年記念「あわせっ子まつり」（グランドゴルフ・舞台発表・バザー・出店）開催。
  - 2月22日 - 創立10周年記念式典挙行し、祝賀会開催。
- 2013年（平成25年）2月3日 - 創立20周年記念式典挙行し、祝賀会開催。同日、学習発表会も開催。
- 2015年（平成27年）7月1日 - 放課後子ども教室（泡瀬キッズスクール）開級式挙行。
- 2020年（令和2年）3月4日 - 新型コロナウイルス感染拡大防止対策により、この日から3月24日まで、臨時休業の措置を採る。

## 教育目標
- 心豊かで創造性に富み自主的に行動する子
- 具体目標として、「自ら学ぶ子 思いやりのある子 たくましい子」も設定されている。

## 通学区域
出典
- 泡瀬1丁目（全域）
- 泡瀬2丁目（全域）
- 泡瀬3丁目（全域）
- 泡瀬4丁目（1番～39番、50番）
- 泡瀬5丁目（全域）
- 泡瀬6丁目（全域）
- 字泡瀬（165番1号、165番4号）
- 海邦1丁目（全域）

## 進学先中学校
出典
- 沖縄市立美東中学校 - 泡瀬4丁目と字泡瀬から通う児童の主な進学先
- 沖縄市立沖縄東中学校 - 泡瀬4丁目と字泡瀬を除く地域から通う児童の主な進学先

## 周辺
- 泡瀬小学校地域連携室（クラブハウス） - 同一建物内
- 沖縄市立泡瀬幼稚園 - 同一敷地内で、かつ進級前幼稚園のひとつ。
- 沖縄市立黒潮公園 - 沖縄市道をはさんで、敷地が隣接。
- いちごの花保育園 - 進級前保育園のひとつ。
- 社会福祉法人さざなみ福祉会さざなみっこ保育園 - 進級前保育園のひとつ。
- さくら会アワセ第一医院
- アワセ第一デイサービス
- 沖創団地
- 米軍泡瀬通信施設
- 中城湾

## アクセス
- 沖縄市コミュニティバス東部ルートで、「アワセ第一デイサービス」停留所下車後、徒歩約305m・約5分。
  - なお、「アワセ第一デイサービス」停留所から学校敷地までは最短距離で約60mほどだが、学校付近の市道交差点には西側にしか横断歩道が設置されていないため、横断歩道が設置されている市道交差点まで廻る必要がある。
  - また、沖縄市コミュニティバス東部ルートは片方向の運行のため、あわせモール方面へは、「高原十字路」停留所での乗り換えを要する。